# Rosay-sur-Lieure
Rosay-sur-Lieure és un municipi francès situat al departament de l'Eure i a la regió de Normandia. L'any 2007 tenia 539 habitants.

## Demografia

### Població
El 2007 la població de fet de Rosay-sur-Lieure era de 539 persones. Hi havia 209 famílies de les quals 48 eren unipersonals (24 homes vivint sols i 24 dones vivint soles), 67 parelles sense fills, 90 parelles amb fills i 4 famílies monoparentals amb fills.
La població ha evolucionat segons el següent gràfic:
Habitants censats

### Habitatges
El 2007 hi havia 289 habitatges, 210 eren l'habitatge principal de la família, 59 eren segones residències i 20 estaven desocupats. 283 eren cases i 2 eren apartaments. Dels 210 habitatges principals, 182 estaven ocupats pels seus propietaris, 25 estaven llogats i ocupats pels llogaters i 4 estaven cedits a títol gratuït; 13 tenien dues cambres, 38 en tenien tres, 79 en tenien quatre i 81 en tenien cinc o més. 196 habitatges disposaven pel capbaix d'una plaça de pàrquing. A 82 habitatges hi havia un automòbil i a 112 n'hi havia dos o més.

### Piràmide de població
La piràmide de població per edats i sexe el 2009 era:
| Homes | Edats   | Dones |
| ----- | ------- | ----- |
| 0     | 95 o +  | 0     |
| 0     | 90 a 94 | 0     |
| 0     | 85 a 89 | 8     |
| 4     | 80 a 84 | 8     |
| 4     | 75 a 79 | 20    |
| 16    | 70 a 74 | 4     |
| 0     | 65 a 69 | 16    |
| 16    | 60 a 64 | 4     |
| 8     | 55 a 59 | 16    |
| 12    | 50 a 54 | 8     |
| 28    | 45 a 49 | 24    |
| 24    | 40 a 44 | 24    |
| 4     | 35 a 39 | 16    |
| 16    | 30 a 34 | 12    |
| 36    | 25 a 29 | 12    |
| 20    | 20 a 24 | 8     |
| 0     | 15 a 19 | 12    |
| 8     | 10 a 14 | 16    |
| 8     | 5 a 9   | 28    |
| 20    | 0 a 4   | 16    |

## Economia
El 2007 la població en edat de treballar era de 345 persones, 259 eren actives i 86 eren inactives. De les 259 persones actives 240 estaven ocupades (128 homes i 112 dones) i 19 estaven aturades (5 homes i 14 dones). De les 86 persones inactives 33 estaven jubilades, 27 estaven estudiant i 26 estaven classificades com a «altres inactius».

### Ingressos
El 2009 a Rosay-sur-Lieure hi havia 216 unitats fiscals que integraven 554,5 persones, la mediana anual d'ingressos fiscals per persona era de 19.043 €.

### Activitats econòmiques
Dels 13 establiments que hi havia el 2007, 1 era d'una empresa de fabricació d'altres productes industrials, 8 d'empreses de construcció, 1 d'una empresa de comerç i reparació d'automòbils, 2 d'empreses de serveis i 1 d'una empresa classificada com a «altres activitats de serveis».
Dels 8 establiments de servei als particulars que hi havia el 2009, 2 eren paletes, 1 guixaire pintor, 1 fusteria, 2 lampisteries, 1 electricista i 1 empresa de construcció.
L'any 2000 a Rosay-sur-Lieure hi havia 8 explotacions agrícoles que ocupaven un total de 429 hectàrees.

## Equipaments sanitaris i escolars
El 2009 hi havia una escola elemental integrada dins d'un grup escolar amb les comunes properes formant una escola dispersa.

## Poblacions més properes
El següent diagrama mostra les poblacions més properes.